# Mostri contro alieni (serie animata)
Mostri contro alieni (Monsters vs. Aliens) è una serie animata statunitense che va in onda sul canale televisivo Nickelodeon dal 2013. La serie è basata sul film d'animazione del 2009 Mostri contro alieni.

## Personaggi e interpreti

### Mostri
- Susan Murphy / Ginormica, doppiata da Riki Lindhome in originale e da Myriam Catania (ep 1-26) e Federica De Bortoli (ep 27-52) in italiano: è la cosiddetta Ginormica, che può crescere fino a 15 metri d'altezza. È bella, gentile, carismatica e sempre pronta a dare una mano nel momento del bisogno. Molto spesso gli altri personaggi finiscono schiacciati sotto i suoi piedi o il suo sedere.
- B.O.B., doppiato da Eric Edelstein in originale e da Fabrizio Vidale in italiano: È un glob blu senza cervello, per cui stupido ed irragionevole, il quale ha la grande qualità di essere indistruttibile. Ciò nonostante in alcuni episodi riesce ad avere delle ottime idee che risolvono i problemi della base.
- Dott. Prof. Scarafaggio, doppiato da Chris O'Dowd in originale e da Gianni Giuliano in italiano: per metà uomo e per metà scarafaggio, è il genio per eccellenza della squadra mostri. Possiede 4 lauree in scienza pazza.
- Anello Mancante, doppiato da Diedrich Bader in originale e da Gaetano Varcasia in italiano. È un uomo-pesce, le sue migliori qualità sono l'essere forte e muscoloso ed il nuoto.

### Alieni
- Coverton, doppiato da Jeff Bennett in originale e da Renato Cecchetto in italiano: è stato il primo alieno ad essere stato aggregato nell'area 50 qualcosa. Era venuto sulla Terra con l'intento d'impossessarsi del DNA di Ginormica, il che non gli è mai riuscito. È odiato dall'intera squadra mostri per il suo carattere antipatico e perché tenta sempre di annientare i mostri per dominare la base. È in competizione con B.O.B.
- Sqweep, doppiata da Haley Tju in originale e da Vittoria Bartolomei in italiano: secondo alieno, dopo Coverton, ad essere aggregata nella base. È una scienziata piccola e gentile, spesso in competizione con il Dott. Scarafaggio.
- Sta'abi, doppiata da Gillian Jacobs in originale e da Alessandra Korompay in italiano: è l'ultimo alieno ad essere stato aggregato nella base. È una spietata guerriera delle galassie, con celebri antenati guerrieri come lei. Tanto bella quanto forte tuttavia certe volte i personaggi la fanno molto arrabbiare. Non accetta le scuse e gradisce molto le minacce. È in competizione con Anello Mancante.
- Vornicarn, doppiato da Fred Tatasciore in originale: È l'animale domestico di Sta'abi, una creatura viola con denti aguzzi. È in competizione con Susan.

### Umani
- Generale Warren Monger, doppiato da Kevin Michael Richardson in originale e da Marco Mete in italiano.
- Presidente Hathaway, doppiato da James Patrick Stuart in originale e da Sergio Lucchetti in italiano.

## Episodi
| Stagione       | Episodi | Prima TV originale | Prima TV Italia |
| -------------- | ------- | ------------------ | --------------- |
| Prima stagione | 52      | 2013-2014          | 2013-2014       |

## Produzione
L'idea di sviluppare una serie animata basata sul film Mostri contro alieni era tra i progetti della DreamWorks già nel maggio del 2009, quando l'amministratore delegato Jeffrey Katzenberg dichiarò che la rete televisiva Nickelodeon aveva ordinato la creazione di un episodio pilota della serie. Dopo alcuni rinvii, il 14 marzo 2012 Nickelodeon ordinò la creazione di una prima stagione della serie composta da ventisei episodi.

### Casting
Il cast della serie animata presenta nuovi doppiatori per i personaggi di Susan Murphy, B.O.B., Dott. Prof. Scarafaggio, Anello Mancante, del generale Warren Monger e del presidente Hathaway. Reese Witherspoon, doppiatrice di Susan nel film, è stata sostituita da Riki Lindhome, Seth Rogen è stato sostituito da Eric Edelstein, Hugh Laurie è stato sostituito da Chris O'Dowd, Will Arnett è stato sostituito da Diedrich Bader, Kiefer Sutherland è stato sostituito da Kevin Michael Richardson e Stephen Colbert è stato sostituito da James Patrick Stuart. Nel cast principale della serie sono anche presenti Jeff Bennett nel ruolo di Coverton, Gillian Jacobs nel ruolo di Sta'abi, Haley Tju nel ruolo di Sqweep e Fred Tatasciore nel ruolo di Vornicarn.
Nell'edizione italiana invece quasi tutti i doppiatori italiani del film sono tornati tra cui Myriam Catania, Fabrizio Vidale e Marco Mete, tuttavia Myriam Catania viene sostituita dall'episodio 26 in poi da Federica De Bortoli. Sempre nell'edizione italiana, Sergio Di Stefano e Danilo De Girolamo sono stati sostituiti da Gianni Giuliano e Sergio Lucchetti, a causa delle loro morti, avvenuti nel 2010 e nel 2012.

## Distribuzione
Il primo episodio della serie venne trasmesso in anteprima da Nickelodeon il 23 marzo 2013, in occasione della trasmissione dei Nickelodeon Kids' Choice Awards del 2013. Dopo l'anteprima, la serie viene trasmessa in anteprima assoluta sempre da Nickelodeon a partire dal successivo 6 aprile.